# 日本コカ・コーラ
日本コカ･コーラ株式会社（にほんコカコーラ）は、アメリカ合衆国に本拠を置くザ コカ・コーラ カンパニーの日本法人である。

## 概要
主力事業は、「コカ・コーラ」を含む清涼飲料水。日本のコカ・コーラグループの出荷量は、2位のサントリーフーズ（サントリー食品インターナショナル）の約2倍で、日本国内の清涼飲料業界ではシェア1位である。2019年10月時点、酒類（缶チューハイ）を沖縄県を除く地域で販売している（製造は日本果実工業に委託）。
日本コカ・コーラは、製品開発や宣伝・マーケティング、原液の製造などを担い、製品の製造販売はフランチャイズ契約をしたボトラー各社が行う。日本市場は商品構成が多様かつユニークであるという特徴を有し、茶やコーヒーといった非炭酸飲料の販売比率が高い。
従業員500人程度の企業でありながら、数ある日本企業の中で、法人所得金額で毎年30位以内（5年連続首位の実績もあり）に位置する高利益企業でもある。
滋賀県守山市に原液工場がある。
日本で本格的なコカ・コーラの販売を始めるようになった戦後、1961年（昭和36年）に原液の輸入が自由化された以降である。地元の企業や団体などと、コカ・コーラの日本法人である日本コカ・コーラが共同出資した地域ボトラー（フランチャイズ）が17社存在し、原液工場から供給された製品が、全国各地のボトラーごとにある製造工場を通して封入・製造されていた。しかし、1990年代以後業務効率化やコスト削減などを理由として、スーパー・コンビニエンスストア向けの販売部門をコカ・コーラナショナルセールスに統合、さらに1999年に近畿地方以西（四国・南九州・沖縄管轄地域以外）のボトラーを統廃合した広域アンカーボトラー（エリアフランチャイズ）の第1号となるコカ・コーラウェストジャパンの発足を皮切りに、地域ごとのボトラーの統廃合が進み、2016年に本州の大半の地域を統括する統合型ボトラーの実現へ向けた協議をはじめ、2017年にコカ・コーラボトラーズジャパンが持株会社として設立し、イーストジャパン、ウェスト、四国のボトラーを持株会社傘下に収め、2018年、傘下ボトラーとコカ・コーラボトラーズジャパンが法人上でも統合され、現在のコカ・コーラボトラーズジャパンが確立した。
現在、コカ・コーラのボトラーはコカ・コーラボトラーズジャパンホールディングスの直営によるコカ・コーラボトラーズジャパンが日本の35都府県向けの製造・販売を手掛けているが、北海道、北東北地方（3県）、北信越地方（4県）、沖縄県については現在も引き続き地元企業などがエリアフランチャイズとなったボトラーを運営している。
さらに、経済改革による外資規制の緩和もあいまって、日本コカ・コーラのみならず、米国コカ・コーラ本社も、アンカーボトラー設立に際し直接出資するようになっており、ウエストジャパン発足の際に、数%分の株式を取得（現在はボトラーの統合再編や持株会社制度導入に伴い、比率としては下がったが、株式交換で引き続き当該持株会社の株式を保有している）。これにより、市場に直に接する“現場”企業を傘下に置く形となり、商品構成に米国本社の意向を反映させやすくするとともに、米国本社での世界戦略決定においても日本の市場動向をより早くつかむことができるようになった。
同様にコカ・コーライーストジャパンも米国コカ・コーラ本社の子会社と孫会社の日本コカ・コーラから出資（筆頭株主）を受けている。イーストジャパンに統合された旧セントラルジャパン・旧三国・旧利根・旧東京のボトリング会社4社も同様に出資を受けていた。こうした出資の状況は現在のコカ・コーラボトラーズジャパンホールディングスにも引き継がれている。

## 沿革
- 1914年頃 - コカ・コーラが日本に初めて輸入される[5]。
- 1920年9月1日 - 明治屋と満平薬局が日本で初めてコカ・コーラを販売。
- 1945年 - 横浜にザ コカ・コーラエクスポート コーポレーション（CCEC）日本支社開設。6か所にボトリング工場を設立し、進駐軍向けにコカ・コーラを供給。
- 1956年 - 日本初のボトラーである東京飲料株式会社（のちの東京コカ・コーラボトリング）設立。
- 1957年6月25日 - 日本飲料工業株式会社設立。日本向けコカ・コーラの製造開始。
- 1958年3月15日 - 日本飲料工業株式会社から日本コカ・コーラ株式会社に商号変更。ファンタ発売。
- 1962年 - テレビCM開始。日本初の飲料用自動販売機を設置[6]。
- 1965年 - 缶入りコカ・コーラ発売。生産は明治製菓に委託。
- 1967年 - 大阪府高槻市に缶製品専用の大阪工場を設置。
- 1970年 - 
  - 9月28日 - 本店を東京都大田区南雪谷一丁目2番3号から東京都渋谷区渋谷四丁目6番3号に移転。
  - 10月 - スプライト発売。
- 1971年 - 埼玉県比企郡吉見町に缶製品専用の埼玉工場を設置。
- 1973年- HI-C発売。
- 1974年 - 埼玉工場が三国コカ・コーラボトリングに売却され、サツキコカ・コーラキャンニングとなる。
- 1975年 - ジョージア発売。
- 1976年 - HI-Cエード発売。1980年にHI-Cサンフィルに改称。
- 1983年 - アクエリアス発売。
- 1986年5月8日 - コカ・コーラ100周年を機にキャッチフレーズを「DRINK-COKE」から「Enjoy-COKE」へ変更。
- 1993年 - 爽健美茶発売。
- 1995年 - コカ・コーラナショナルセールス株式会社設立。
- 1999年 - Qoo（クー）発売。
- 2003年 - コカ・コーラナショナルビバレッジ株式会社設立。
- 2007年
  - コカ・コーラアイ・ビー・エス株式会社設立。
  - コカ・コーラ カスタマーマーケティング株式会社設立。
- 2008年11月 - 11月製造分から新発売製品はコカ・コーラナショナルビバレッジから、コカ・コーラカスタマーマーケティングに変更された。
- 2009年4月 - 4月製造分からコカ・コーラ社全商品の販売者をコカ・コーラカスタマーマーケティングに一斉切替した。
- 2012年5月 - メローイエロー、スプライト、ファンタフルーツパンチ（レトロシリーズ第1弾）がレギュラー商品として復活した。
- 2013年
  - 5月 - LUANA（ルアーナ）発売。
  - 12月24日 - 本社ビルの建て替えのため、本店を東京都港区六本木一丁目4番5号（アークヒルズサウスタワー）に仮移転。
- 2016年7月25日 - 新本社ビル竣工により、本店を現在地に移転。
- 2017年4月1日 - 西日本を事業エリアとするボトラー、コカ・コーラウエストと関東、東海、南東北地区を事業エリアとするボトラーのコカ・コーライーストジャパンが経営統合し、コカ・コーラボトラーズジャパン（CCBJI、初代）が発足[7]。
- 2018年
  - 1月1日 - コカ・コーラ カスタマーマーケティング、コカ・コーラビジネスソーシング、コカ・コーラアイ・ビー・エスの3社を、ザ コカ・コーラ カンパニー、日本コカ・コーラ、ボトラー各社の共同出資会社からコカ・コーラボトラーズジャパン（2代、同日付でコカ・コーライーストジャパンから商号変更）の子会社化。エフ・ヴィ・コーポレーションはコカ・コーライーストジャパンの子会社であるFVイーストジャパンへ吸収合併[8]。この結果、傘下ボトラーが5社に集約された。
  - 5月28日 - 缶チューハイ「檸檬堂」を九州限定で発売。
- 2019年10月28日 - 缶チューハイ「檸檬堂」の販売地域を沖縄県を除く全国に拡大。
- 2023年3月6日 - キリンホールディングスが開発した独自素材であるプラズマ乳酸菌を配合した機能性表示食品「プラズマ乳酸菌 免疫ケアシリーズ」を北海道や北陸地方などの一部地域で発売予定[9]。

## 関連会社
コカ・コーラグループは、世界各地のボトラーとフランチャイズ契約し、エリアで独占的にボトリング（原液や飲料原料等を購入し、飲料を製造し缶やPETボトルなどに充填する事業）と販売をさせている。ボトラーとコカ・コーラグループとの関係はフランチャイズであり、原則として資本関係はない（10％から30%程度出資していることはあるが、ザ コカ・コーラ カンパニーの連結対象ではない）。
日本のコカ・コーラシステムは、原液の供給と製品の企画開発や広告などのマーケティング活動を行う日本コカ・コーラと、製品の製造販売を担うコカ・コーラボトラーから構成されている。また、日本コカ･コーラとは別に、日本国内向けの製品開発や研究を担う、ザ コカ・コーラ カンパニーの100％子会社の株式会社コカ・コーラ東京研究開発センターがある。

### 業務提携
- 明治 - ミニッツメイドとの共同製造・販売をする。
- 南日本酪農協同 - ライセンス供与により、自販機限定でスコールを販売している。導入開始当初はコカ・コーラの自販機で「販売者 南日本酪農協同」名義のものを販売していたが、その後「販売者 コカ・コーラ カスタマーマーケティング」名義のものに切替（スーパー・コンビニで販売されているものは「販売者 南日本酪農協同」名義）。

## 自販機サービス

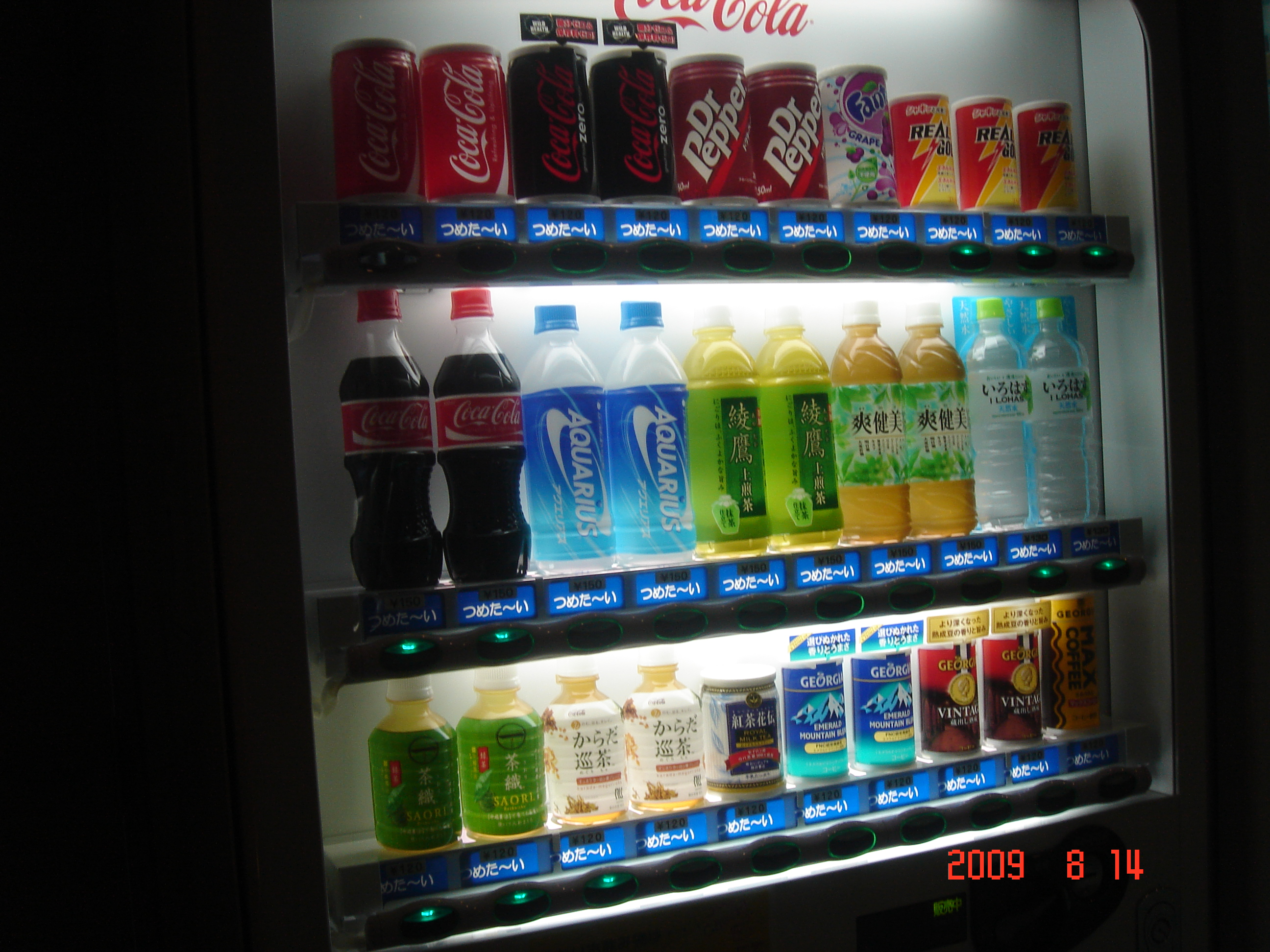
渋谷にあるコカ・コーラ自販機

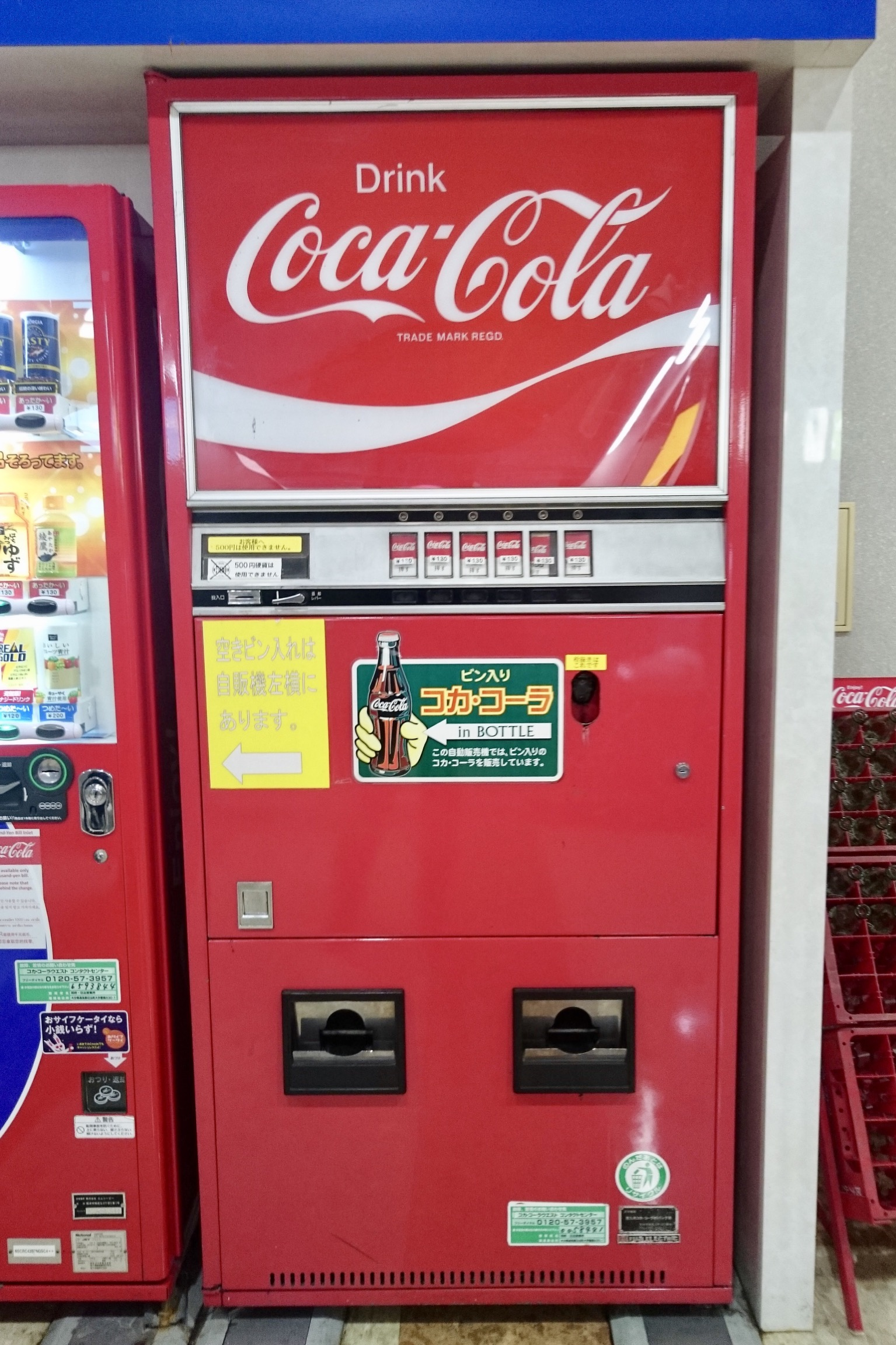
大分空港にあるコカ・コーラ自販機

コカ・コーラの自動販売機は1962年に日本で初めて導入された。当初は小銭を投入後に瓶を固定していたロックが外れ、購入者がそれを引き抜いて商品を取り出す半自動式であった。2006年12月時点で日本全国に98万台ある。
マルチマネー対応自販機であれば飲料の決済方法も現金のほか、各種電子マネーが使用できる。対応している電子マネーは自動販売機の対応状況によって異なるが、交通系電子マネー（Suica・PASMO・PiTaPa・Kitaca・TOICA・ICOCA・SUGOCA・nimoca・はやかけん）、楽天Edy、iD、WAON、nanacoが利用可能である。交通系電子マネーに関しては、2013年3月23日からの全国相互利用サービス開始に合わせ、PiTaPaを除くすべての交通系電子マネーが全国どこからでも利用できるようになった。もともとは2002年にCmode（シーモ）という日本コカ・コーラ独自の電子マネーで展開が始まったが、2008年までに汎用している前出の電子マネーに対応したことにともない、2011年3月末で全サービスを終了した。
また、地震などの影響で緊急避難を余儀なくされた場合、コンピュータの遠隔操作によって利用者に無償で飲料を提供できる災害対策用自販機や、自動体外式除細動器（AED）を備えた自販機もある。街の至るところにあるというメリットを活かし、利用者、地域住民に貢献する形である。
かつてはPHSの基地局として活用された。
2011年からはコンツアーボトルをイメージしてデザインされた、これまでの自動販売機とは異なる立体的で曲線を用いた新型標準機「3D VIS」を開発（新規や旧型からの入れ替えのほかに、既存機に後付パーツを装着して新型式にする「レトロフィット」という方法もある）。「3D VIS」では基準となるドア寸法やレイアウトを統一しているため、前述の電子マネーを利用できるようするためのキャッシュレスユニットの装着や上部のトッパーを地域のニュースや天気予報などを表示する地域貢献機能の電光掲示板に差し替えることができるなどオプションパーツを設定し、カスタマーや消費者ニーズによりきめ細かく対応できるようになった。2013年1月からは富士電機との共同開発で「3D VIS」のデザインをベースに、冷却用の電力を止めた状態で最長16時間の長時間冷却を実現し、消費電力量を大幅に削減できる「ピークシフト自販機」を開発。この自動販売機は世界初となるARマーカーが組み込まれており、事前にスマートフォンに専用のアプリ「自販機AR」をダウンロードし、認識対象箇所（ポーラーベアや製品サンプルなど）にかざすことでそれぞれの認識対象箇所に応じたコンテンツが現れる仕組みであるが、2016年3月31日にサービスを終了した。
コカ・コーラ以外のメーカー系ベンダーや独立系自販機オペレータでは、おもに就労者などを対象としたオフィスや学校・店舗敷地内などに設置される一部の自販機で最低価格100円（缶飲料）から140円（500mlペットボトル）と廉価で販売するところがあるが、コカ・コーラ自販機は関係なく、自販機小売り価格の120円から150円で固定されている。しかし近年における競合他社の低価格販売や値下げによる影響で、他社自販機が隣接する場所では一部商品を期間限定という形で値下げして販売を行っている。また高値定価販売を逆手に取り、原料などにこだわった高コスト商品を自動販売機専用商品として投入している。
2023年6月7日、自販機に添付されているQRコードから15種類以上のQRコード決済が可能となるサービス「QR de決済」を開始した。

### Coke ON

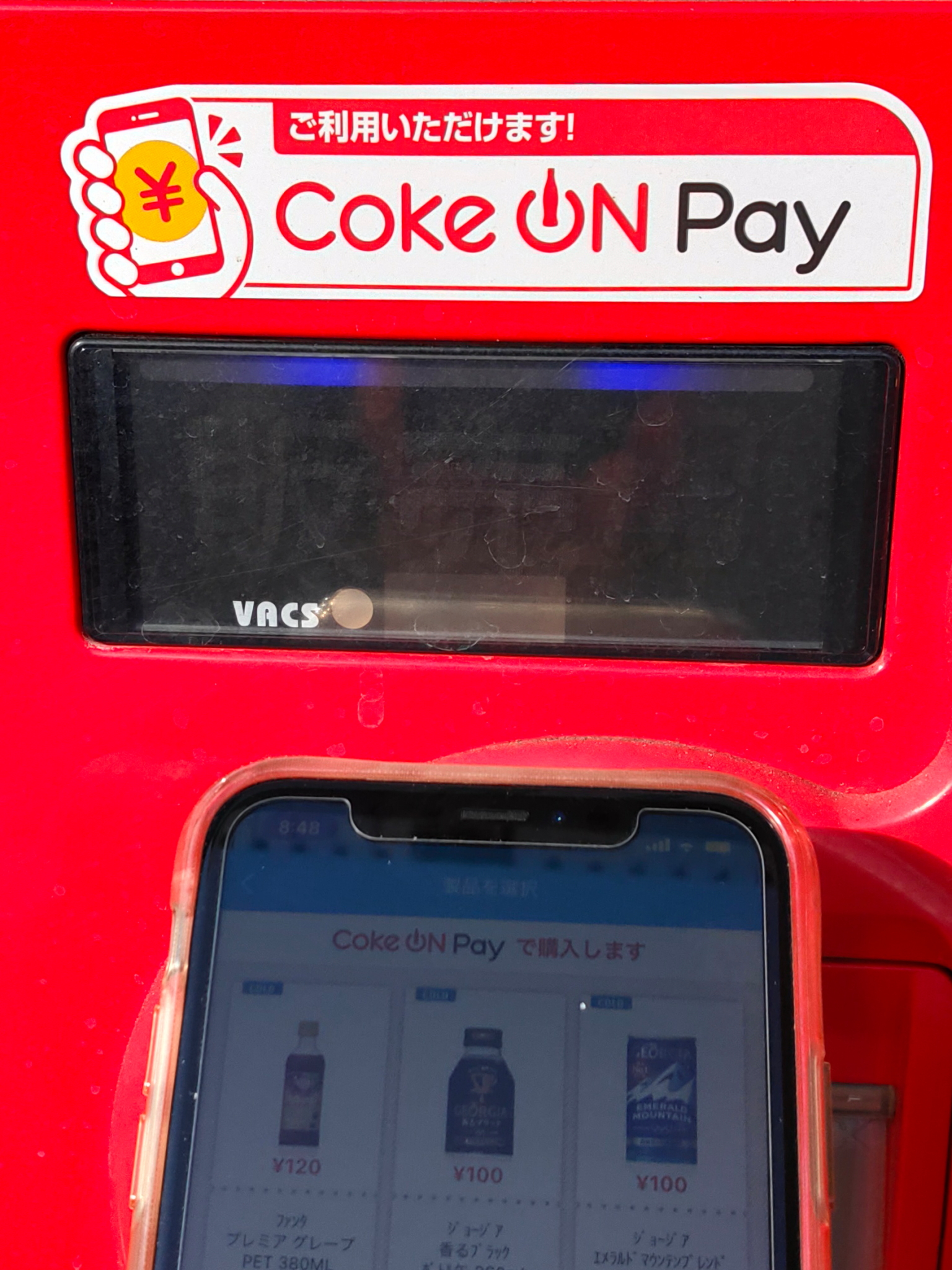
スマホ自販機（コークオン対応自販機）

2016年4月8日に無料の専用スマートフォンアプリと連動したサービス「Coke ON（コークオン）」を開始。これは専用アプリを開いた状態でアプリに対応した対象の自動販売機に端末をかざすと接続されるサービスで、自動販売機で製品を購入するとアプリ内でスタンプが1個貯まり、15個貯まると自販機内の好きな製品ひとつと交換できる「ドリンクチケット」と呼ばれる無料クーポンを1枚入手できる。
自販機の接続には端末のBluetooth機能やGPSを設定する必要がある。スタンプのデザインは購入した製品によって異なるほか、ブランドの付かない通常デザインのスタンプとなる場合もある。また、特定の製品購入時にスタンプが2倍になる、もしくは購入ボーナスとして限定デザインのスタンプが追加で付与されたり、ドリンクチケットが先着もしくは抽選で獲得できるキャンペーンが開催される場合もある。キャンペーンで獲得できるドリンクチケットの場合はブランド別もしくはホット製品などキャンペーンによって異なる。ドリンクチケットはCoke ON以外の外部キャンペーンで入手もしくはギフトサービスで発行されたシリアルコードをアプリ内で入力することでも獲得できる。ドリンクチケットには有効期限が設けられており、有効期限が過ぎた場合は消滅する。ドリンクチケットは他のアプリユーザーにプレゼントすることも可能だが、キャンペーンで獲得できるドリンクチケットによってはプレゼントが不可能となる場合もある。

#### Coke ON チャレンジ
アプリ内では「チャレンジ」という名称で提供されている以下の3つのサービスの総称。
- Coke ON ウォーク

端末に内蔵された歩数計(iPhoneはヘルスケア、AndroidはGoogleFit)と連動して週ごとに指定された歩数を達成すると、スタンプが1個付与されるもの。さらに、累計歩数が一万歩、十万歩、五十万歩、百万歩を達成することでスタンプを1個獲得出来る。
- Coke ON ミッション

2週ごとに変更されるミニゲーム2種と、Coke ONを利用して2本購入すると、スタンプが1個付与されるもの。
- チームチャレンジ

最大8人まで参加できるグループ内で合計購入本数が100本に到達するごとに、スタンプが1個付与されるもの。また毎月の購入本数やドリンクの種類、自販機の台数によってスタンプが1個付与される、マンスリーランキングという制度もある。また、2024年10月17日より、ビンゴチャレンジがスタートした。毎月配布されるビンゴカードに記載されている条件を達成し、ビンゴが2列達成することでスタンプを獲得出来る。

#### 購入・支払い手段
アプリ内では「おさいふ」と表記されている。
- 現金
- ドリンクチケット
- Coke ON Pay

Coke ONアカウントにコード決済やタッチ決済、国際ブランドのクレジットカード、デビットカードやプリペイドカードをアプリに紐付けることで、ドリンクを購入するキャッシュレス機能である。
- Coke ON Wallet

銀行口座から直接アプリ内にチャージできる独自の電子マネー。Coke ON Pay対応自販機で、残高として利用できる。またチャージ特典やキャンペーンによってCoke ON ポイントが得られる。
- Coke ON IC

アカウントにsuicaやnanaco、WAONなど日本の電子マネーをアプリに紐付けてその電子マネーで支払うと、後日専用デザインのスタンプが付与されるサービスである。
- Coke ON Pass

2020年12月から北海道でトライアル運用ののち、2021年4月12日から全国で開始された自動販売機専用のサブスクリプションサービス。全国34万台のCoke ON対応の自動販売機が対象で、月額2,700円で1日2本好きな製品を楽しむことができる。利用にはCoke ONアプリにクレジットカードもしくはApple Payの決済サービスを設定する必要がある。2022年5月1日からはPayPayやd払いにも対応。18歳未満は利用不可。

#### コード読取機能
アプリ内では「スキャン」という名称で提供されている以下の3つのコード読取機能の総称。
- バーコード読取機能
- 二次元コード読取機能
- キャップ裏コード読取機能

商品に付属する各種コードをスキャンすることで、キャンペーンに参加することができる。

## 商品ラインナップ

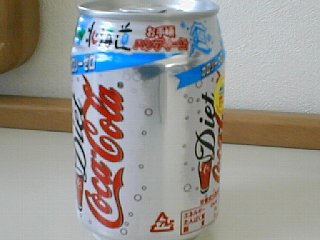
ダイエット コカ・コーラ（北海道限定缶、2002年5月撮影。2007年4月2日より「ノーカロリー コカ・コーラ」に名称変更）

地域によって取扱が異なるが、おおむね次の商品が販売される。なお、これまでパッケージに記載されていた販売者表記（1990年代中期までは各地域のボトリング会社を製造元として明記していた）は1990年代半ばより2000年代初期までは「コカ・コーラナショナルセールス（株）」、2000年代初期より2008年11月製造分までは「コカ・コーラナショナルビバレッジ（株）」となっていたが、事業再編にともない、2008年12月以降に発売された製品（改良品を含む）の販売者は「コカ・コーラ カスタマーマーケティング（株）」に変更されている。初期の缶製品（地域会社製造分は除く）および、特定保健用食品については、当社が販売者として表記されている。

### コカ・コーラ

#### 現行製品（コカ・コーラ）
- コカ・コーラ - 日本コカ・コーラ社製品全体の中におけるコカ・コーラの販売シェアは、2000年代において2割弱となっている（アメリカでは7割を占めている）[6]。
- コカ・コーラ ゼロ
- コカ・コーラ ゼロカフェイン - コカ・コーラゼロフリーから改名。
- コカ・コーラ プラス - 特定保健用食品。
- コカ・コーラ レモン＆ビタミン - セブン&アイグループ限定。
- コカ・コーラ エナジー

#### 過去の製品（コカ・コーラ）
- コカ・コーラ ライト
- ノーカロリー コカ・コーラ
- ノーカロリー コカ・コーラ プラスビタミン
- コカ・コーラ プラス ファイバー
- コカ・コーラプラス カテキン
- コカ・コーラ ゼロフリー
- ダイエット コカ・コーラ
- ダイエット コカ・コーラ レモン
- ダイエット コーク
- カフェインフリー ダイエットコーク
- コカ・コーラ C2
- コカ・コーラ ライフ
- コカ・コーラ アップル
- コカ・コーラ オレンジ
- コカ・コーラ オレンジバニラ
- コカ・コーラ クリア
- コカ・コーラ クリアライム - 夏季限定
- コカ・コーラ シトラ
- コカ・コーラ ストロベリー
- チェリーコーク / コカ・コーラ チェリー
- バニラ コカ・コーラ / コカ・コーラ バニラ
- コカ・コーラ ピーチ
- コカ・コーラ プラスコーヒー
- コカ・コーラ ライム
- コカ・コーラ レモン

### その他の炭酸飲料

#### 現行製品（その他炭酸）
- スプライト
- ファンタ
- スコール - 本来の製造者である南日本酪農協同の許諾を受けて販売。
  - スコール
- カナダドライ
- シュウェップス - トニックウォーター（250mlビン）のほか、2012年より「大人向け炭酸飲料」のコンセプトで缶・ペットボトル製品を展開。
- ドクターペッパー - 一部の地域のみ販売。
- アンバサ サワーホワイト - リニューアル版。2017年現在、270mlペットボトル、350ml缶、500mlペットボトルが販売されているが、すべて一部地域限定。
- アイシー・スパーク
- リアル
  - リアルゴールド
  - リアルゴールド 牡蠣ウコン
  - リアルゴールド ウルトラチャージ レモン
  - リアルゴールド ウルトラチャージ サワーホワイトミックス
  - リアルゴールド シャープアップ
  - リアルゴールド ロケットスタート
  - リアルゴールド ドラゴンブースト
  - リアルゴールド X / Y - YOSHIKI監修。
- い・ろ・は・す[19]
  - い・ろ・は・す スパークリング - 天然水使用の炭酸飲料。
    - い・ろ・は・す スパークリングれもん
    - い・ろ・は・す スパークリングぶどう
    - い・ろ・は・す スパークリングりんご - 2017年冬季限定。
    - い・ろ・は・す 無糖スパークリング - 食物繊維（難消化性デキストリン）を含む機能性表示食品。

  - い・ろ・は・す サイダー - 天然水使用、加糖の炭酸飲料。
- よわない檸檬堂 - 果汁10%未満、アルコール分0.00%。
- よわない檸檬堂 すっきりレモン - 果汁4%、アルコール分0.00%。

#### 過去の製品（その他炭酸）
- ミスター・ピブ - 1970年代に一部の地域のみ発売。
- buzz（バズ） - 同じ商標名で2001年、2006年に異なる製品を販売。2006年版はエナジードリンク（当時海外ではburnという名称で販売されていた製品、その後日本でもburnブランドで発売）。
- スコーピオン - 強炭酸飲料。コーラとリアルゴールドを混ぜた味に近い。
- 島と大地の実り パパイヤ＆レモン - 1994年発売。男子高校生と共同開発。
- キスール - 女子高校生と共同開発。
- DASANI（ダサニ）スパークリング - カロリーゼロの炭酸飲料（甘味料使用）。「ダサニ」は海外では水ブランド。
- タブクリア - 透明色のコーラ。
- スカイモルト - ノンアルコール（アルコール0.1%未満）のビールテイスト飲料として発売。
- 爽果発泡 - ノンアルコール（アルコール0.1%未満）のチューハイテイスト飲料として発売。グレープフルーツ・レモン・ウメの3種。
- アンバサ メロン／パイン
- メローイエロー - 2000年に生産終了。2011年夏季、2012年夏季に再発売した。2017年夏季から自動販売機限定で再発売。
- メローレッド - メローイエローのピンク版。クランベリー果汁使用。
- リフト - 初代オレンジと1991年のオレンジは別の製品である。
  - オレンジ（1977年 - ）
  - オレンジ、グレープ（1991年）
  - シトラス、ホワイトグレープ（1994年）
- Citra（シトラ）
  - シトラスミックス味
  - レモンミックス味
- HI-C
  - れもんレモン
  - りんごリンゴ
  - フレッシュワ グレープフルーツ
  - ライト オレンジ
- HI-C 100
  - アップル&微炭酸
- フルーティア
  - 洋なし
  - アセロラ
- ふるさとだより 紀州産梅の炭酸
- スコール
  - スコール ブルーソーダ - 2018年・2020年発売
  - スコール プレミアムマンゴー - 2017年発売
  - スコール マンゴー - 2021年発売
  - スコール メロン - 2019年発売
- リアル - リアルゴールドシリーズ
  - リアルタンク
  - リアルタンクNEO
  - リアルキアイダー - アニマル浜口がイラスト。
  - リアル夏こそキアイダー - アニマル浜口がイラスト。デザインは2種類あった。
  - リアルスパーク - ローソン限定、2008年と2012年はCO2排出権つき製品。
  - リアルレスキュー - ローソン限定CO2排出権つき製品。
  - リアルエナジー - ローソン限定CO2排出権つき製品。
  - リアルスーパーチャージャー - ローソン限定。
  - リアルゴールド カロリー1/3
  - リアルゴールドワークス - 2016年発売、DHA配合。
  - リアルウコン - 2017年に「リアル牡蠣ウコン」にリニューアル。
  - リアルゴールド フレーバーミックス レモン
  - リアルゴールド フレーバーミックス フルーツパンチ
  - リアルゴールド スーパーリフレッシュ レモン
  - リアルゴールド スーパーリフレッシュ フルーツパンチ
  - リアルゴールド スーパーリフレッシュ サワーホワイトMIX
  - リアルゴールド ウルトラチャージ BLACK

### スポーツドリンク

#### 現行製品（スポーツ）：2017年11月現在
- アクエリアス
  - アクエリアス
  - アクエリアス ゼロ
  - アクエリアス 1日分のマルチビタミン - 2017年10月発売。「アクエリアス ビタミン」のリニューアル版。
  - アクエリアス 1日分のマルチビタミン＋鉄分 - 2017年10月発売。
  - アクエリアス 経口補水液 - 2017年6月発売。
  - アクエリアス ピーチ
  - アクエリアス エスボディ
  - アクエリアス 乳酸菌ホワイト
  - アクエリアス クエン酸スパークリング

#### 過去の製品（スポーツ）
- アクエリアス
  - アクエリアス レモン
  - アクエリアス ネオ
  - アクエリアス イオシス
  - アクエリアス マックス
  - アクエリアス シャープチャージ
  - アクエリアス フリースタイル - 炭酸入り。
  - アクエリアス アクティブ ダイエット
  - アクエリアス リアルプロ
  - アクエリアス デイ スタート - 2010年6月発売。
  - アクエリアス スパークリング - 炭酸入り。
  - アクエリアス スパークリング レモン
  - アクエリアス スパークリング ゼロ - 2010年9月発売。「アクエリアス スパークリング」のカロリーゼロ版。
  - アクエリアス オアシス - セブン&アイグループ限定。
  - アクエリアス エナジーエックス - 2011年6月発売。セブン&アイグループ限定。
  - アクエリアス エナジー7 - 2012年6月発売。セブン&アイグループ限定。
  - アクエリアス アイスミント - 2013年6月発売。セブン&アイグループ限定。
  - アクエリアス スポーツゼリー
    - パワフルショット
    - リカバリーショット
    - コンディショニングショット
    - バーニングショット

  - アクエリアス クエン酸イン - イオングループ限定販売。
  - アクエリアス ビタミンガード - 冬季にHOT専用製品を販売したことがあった。2013年に「アクエリアス ビタミン」にリニューアル。
  - アクエリアス ビタミン - 2013年9月発売。2017年に「アクエリアス 1日分のマルチビタミン」にリニューアル。
  - アクエリアス ウォーター - 2016年6月発売。2017年に「アクエリアス クリアウォーター」にリニューアル。
  - アクエリアス クリアウォーター - 2017年5月発売。
  - アクエリアス ホットジンジャーレモン - 2017年10月発売。加温PET製品。
- パワーエイド
  - フューエルエックス マウンテンブラスト - 2013年6月発売。ミックスベリーフレーバーのスポーツ炭酸飲料。
  - フューエルエックス ベリーアイス - 2013年8月発売。トロピカルフルーツフレーバーのエナジー系スポーツ炭酸飲料。
  - フューエルエックス ソーラーフレア - 2014年7月発売。オレンジフレーバーのエナジー系スポーツ炭酸飲料。
- TADAS（タダス） - 2004年3月発売の「朝夜いたわり飲料」。
- 燃ヤセ - 2004年発売のダイエット飲料。読み方は「モヤセ」ではなく、「ネンヤセ」。
- Boco（ボコ） - 2003年3月発売の「ダイエットサポート飲料」。
- tarumi（タルミ） - 2003年9月発売の「カラダすっきり飲料」。
- 元気の素 - 2003年10月発売の「ビタミンサプリメント飲料」。

### コーヒー・コーヒー飲料

#### 現行製品（コーヒー）
- ジョージア
  - マックスコーヒー
- コスタコーヒー - 2021年4月26日発売（一部流通では同月12日より先行発売）[20][21]。

#### 過去の製品（コーヒー）
- パティシオーレ
- ルアーナ - これまでRTDコーヒーを飲用していなかった女性ユーザーを対象とした新たなコーヒーブランド。2013年5月13日より展開を開始した[22]。
- イリー - ザ コカ・コーラ カンパニーとイリーカフェの提携により誕生したコーヒーブランド。2009年6月から「イリー イッシモ」として日本での販売を開始。2016年5月発売の製品より「イッシモ」表記がなくなり、イリーロゴのみの表記となる。

### 紅茶・緑茶飲料

#### 現行製品（茶）
- 綾鷹（あやたか） - プレミアム緑茶[23]として開発。その後、値下げが行われ、緑茶の基本ブランドとなった。
- 爽健美茶 - ブレンド茶
- 一（はじめ）
  - 一（はじめ）茶織 - 綾鷹の一般価格帯への移行により、廉価版緑茶ブランドとなった。
  - 一（はじめ）緑茶 - 2007年ごろに販売終了したが、2015年にセブン＆アイグループ限定品としてリニューアル。地域により使用茶葉が異なる。
  - 一（はじめ）ほうじ茶 - 2021年発売。緑茶同様セブン＆アイグループ限定品で、地域により使用茶葉が異なる。
- やかんの麦茶 - 2021年4月26日から発売。麦茶市場へ参入[24]。2023年4月までは「from 一（はじめ）」が商品名についていたが、2023年4月からは「from 爽健美茶」がつくようになった。
- 煌（ファン） - 1998年発売の烏龍茶。武夷岩茶を使用していることをアピールしていたが、2019年頃以降の製品には茶葉の言及が無くなっている。
- 茶流彩彩 - 1993年にSIMBA/神葉ブランドに残っていた中国茶・日本茶飲料を継承し、ブレンド茶飲料を追加。1994年に日本茶飲料が清流茶房ブランドに移行、1998年に烏龍茶が煌ブランドに移行、1999年に爽健美茶が独立し、現在は「期間限定」または「地域限定」製品のブランドになっている。
  - さんぴん茶 - 沖縄限定発売。
- からだ巡茶 - 薬日本堂監修のブレンド茶。2013年2月にティーバッグ製品も発売。
  - アドバンス - 機能性表示食品。体脂肪を減らす機能があるローズヒップ由来ティリロサイドを含む。
- 紅茶花伝 - 1992年にSIMBA/神葉ブランドより紅茶飲料を分離。
- からだすこやか茶W - 2014年4月7日発売。難消化性デキストリンを配合した、同社初の特定保健用食品。
- からだおだやか茶Ｗ - 2021年2月8日発売。記憶力と血圧にはたらくGABAを配合した機能性表示食品。

#### 過去の製品（茶）
- SIMBA/神葉 - ジョージアブランドに含まれていた茶飲料を分離。SIMBAは紅茶、神葉は日本茶・中国茶を展開。
- 茶流彩彩
  - りらく茶
  - 黒豆五穀麦茶 - 夏季限定発売
  - 澄香茶 - ファミリーマート限定。
  - 大地のルイボス - 2009年6月30日発売。ルイボスブレンド茶、セブンイレブン限定[25]。
  - 麦茶 - 夏季限定発売。
- 清流茶房 - 1994年に茶流彩彩から日本茶製品を分離。1998年になごみに継承され販売終了。
  - 煎茶
  - 麦茶
  - 玉露
  - 日本のお茶
- なごみ - 1998年発売。2001年の麦茶以降途絶えていたが、2018年に単発製品としてブランドが再利用された。
  - 緑茶
  - 冷緑茶
  - 麦茶
  - 玉露
  - いろり茶
  - 米豆麦茶
  - 笹緑茶
  - おいしい緑茶 - 2018年発売。ローソン限定。
- まろ茶
  - まろ茶 120
  - まろ茶 茶葉の功
  - まろ茶 茶葉の功 目覚め緑茶
  - まろ茶 ひとひら
  - まろ茶 本煎
  - 新芽100%
  - 美味茶房
  - 濃
  - 玉露100%
- 一（はじめ）
  - 一（はじめ）茶花
  - 一（はじめ）茶花 特撰 - 「一（はじめ） 茶花」の機能強化にともない廃止。
  - 一（はじめ）茶園のぜいたく 玉麗 - JR西日本限定。
- からだすこやか茶 - 特定保健用食品。2009年6月発売。
- Shinoa（シノア） - 2004年発売。渋みを抑えた烏龍茶。
- 七色亜茶（なないろあちゃ） - 2005年発売。飲む温度で味わいが変わることが特徴。CMには韓国俳優ペ・ヨンジュンが起用され、本人の写真がデザインされたパッケージも発売された。
- 日本の烏龍茶 つむぎ - 2015年3月16日発売。国産茶葉100%の烏龍茶。2016年2月にリニューアルし、同時にティーバッグ製品も発売。
- Sweecha（スウィーチャ） - はちみつ入り緑茶セブンイレブン限定。のちにリニューアルを行いすべてのコンビニに拡大されていた。
- 春のミント習慣 - 2004年発売。翌年は『the Wellness FROM Coca-Cola』ブランドから販売。ミントポリフェノールを含むペパーミント抽出物を配合。
- 心地よい毎日 L-92緑茶 - 2006年発売。カルピス社共同プロジェクト製品。カルピス社が保有するL-92乳酸菌を配合した緑茶。
- FRESS（フレス） - 2004年発売。『お口のエチケットに嬉しい成分』とされるシャンピニオンエキスを配合した緑茶。
- 太陽のマテ茶 - 2012年3月発売。日本国内における茶系飲料では初となる100%マテ茶葉を使用した本格的なマテ茶。2013年10月にティーバッグ製品の「情熱のティーバッグ」を発売し、遅れてホット専用品「情熱のホット」を追加発売した。
- 茶宝 - 2002年発売。烏龍茶をベースに、アガリクス・イチョウ葉・なつめ・ドラゴンアイ・紅花をブレンド。
- 七福膳 - 2003年発売。烏龍茶をベースに、アガリクス・山査子 アマチャヅル 桂皮・ダイダイ・蓮をブレンドした、食事にあうお茶。
- ちょっとカオル - 2000年発売。紅茶・黄杞茶・ハーブ(レモンバーム、リンデン、エルダー)をブレンド。加糖。
- Leafs（リーフス）- 1999年発売。当時のニアウォーターブームに乗じた、紅茶・緑茶・ウーロン茶のブレンド茶。
- ラブボディ - コンセプトの変更にともない、ブレンド茶としての販売を終了。
  - ラブボディ
  - スーパーラブボディ - 「ラブボディ」へ継承。
  - ビューティープレミアム
  - ダイエットナビ
  - ジャスミンスリム
  - スマートダイエット - 2009年7月発売。ローズヒップポリフェノール（ティリロサイド）を含有するブレンド茶。なお、森下仁丹からも同日に「ラブボディ スマートダイエット」と統一のデザインを採用したダイエット補助食品「ボディスマート」を発売していた。

### 果汁飲料・水・その他飲料

#### 現行製品（果汁・水・他）
- ミニッツメイド
- Qoo - 2012年から2017年まではミニッツメイドのサブブランドとなっていた。
- HI-C - 通年販売製品は「オレンジ」の200ml瓶のみ。2020年にみちのくエリア限定で復刻デザインのオレンジ300mlボトル缶を、翌年アップル300mlボトル缶を発売。
- い・ろ・は・す（I LOHAS） - 2009年5月発売。採水地は北海道札幌市清田区、岩手県花巻市太田、山梨県北杜市白州町、富山県砺波市東保、鳥取県西伯郡伯耆町、熊本県熊本市の6か所+静岡県駿東郡小山町の委託工場（以前は愛媛県西条市、宮崎県えびの市の製品もあった）。
- 森の水だより - い・ろ・は・す同様、地域により採水地が異なる。2020年現在では上記い・ろ・は・す生産工場と同じ6か所で生産している。
- ボナクア - ボトルドウォーター。
  - ちゅらる - 2リットルPET、沖縄限定。ボナクア やさしい軟水の代替製品。
  - 軟水 - 400mlボトル缶。前年に発売されたアクアボナから移行。
- ヨーグルスタンド
  - B1乳酸菌 - 東京大学により発見された乳酸菌、「11/19-B1乳酸菌」入りの発酵乳を使用[26]。
- ゴーグッド - リキッドフードブランド。冬季限定のスープと植物性飲料のオーツ麦ミルクがある。
  - ゴクっ!とコーンポタージュ - 2019年発売。
  - ゴクっ!と旨い和だし - 2020年発売。キッコーマン監修[注 12]。
  - おいしいオーツ麦ミルク なめらかプレーン - 2021年発売。1リットル紙パック・200ml紙パックの2サイズ。
  - おいしいオーツ麦ミルク こっくり濃いめ - 1リットル紙パックのみ。
  - おいしいオーツ麦ミルク オーツカフェラテ - 200ml紙パックのみ。

#### 過去の商品（果汁・水・他）
- モーニング デリ - 現在はミニッツメイドへ統合。
  - 朝バナナ
  - 朝リンゴ
  - 朝マンゴ - 保健機能食品。
- 四季くらべ - 1998年春までは仙台・山陽エリア限定、1998年夏より全国発売、1999年秋以降は季節を明記せず。
  - 1997年 冬 数量限定 レモンとゆずの果汁
  - 1998年 春 数量限定 梅 天然水 微炭酸
  - 1998年 夏 旬の味 夏みかんのすっきり爽快炭酸 数量限定
  - 1998年 秋 旬の味 なめらか梨果汁 数量限定
  - 1998-99年 冬 旬の味 みかん・レモン・ゆずの果汁 はちみつ入り 数量限定
  - 1999年 春 旬の味 つぶつぶ苺となめらかミルク 数量限定
  - 1999年 夏 旬の味 パインとレモンのさわやか炭酸 数量限定
  - 旬の味 巨峰と赤ぶどう果汁 ヨーグルト風味 数量限定（1999年）
  - 旬の味 かりん・レモン・ゆずの果汁 1日分のビタミンC 数量限定（1999年）
  - 紅茶風味の苺ウォーター 数量限定（2000年）
- HI-C
  - HI-C
    - 復刻デザインシリーズ - 2013年10月より、1991年ごろのデザインをベースにしたパッケージで不定期に発売。
      - オレンジ
      - アップル
      - グレープ
      - グレープフルーツ
      - ピーチ
      - ホワイトグレープ
      - ピンクグレープフルーツ

  - サンフィル
  - HI-C 100（1988年）
  - HI-C スポーツドリンク
- 実ごろ飲みごろ
  - 洋なし&ピーチ 果実分20% - 果肉入り。
  - FRUITIA グレープフルーツ
  - FRUITIA オレンジ 果汁20%
  - すったすったりんご
- FRUITIA（フルーティア）※洋なし・アセロラは炭酸飲料の項目に掲載。
  - オレンジ&パッションフルーツ - HI-Cとコラボレーションして作った。
  - ヨーグルトテイスト ブルーベリーつぶつぶ入り
  - つぶつぶオレンジ
- Fuitopia from HI-C（1995年）
  - シトラスのおしえ
  - レモネードのつよがり
  - ブドウナシのきづかい
  - ピーチティのさそい - これのみ果汁1％の紅茶飲料。
- ハチみっつ
- キュン
  - シトラスブレンド
  - シトラス＆チェリー
- ヨーグルスタンド - 2016年4月発売。乳酸菌入りヨーグルトに希少糖含有シロップを使用、ナタデココ入り。
  - パイナップル
  - ピーチ
  - ぶどう
  - マンゴー＆ストロベリー
- アンバサ
  - ホワイトウォーター - 1991年に発売。その後、カップ自販機や飲食店向けの限定商品となっていたが、2009年5月25日からリニューアル版を販売。
  - いちごウォーター
- パワーエイド - 大豆ペプチド配合。後年のスポーツ炭酸飲料とは異なる。
- グラソー
  - ビタミンウォーター
  - スリープウォーター
- Toreta!（とれた!） - 2015年6月発売。柑橘フレーバー。2024年現在は日本と並行するかたちで発売され、アクエリアスのサブブランドから独立した 韓国コカ・コーラの独自利用ブランド商品として販売が続けられている。
- MINAQUA（ミナクア）
  - 水のチカラ
  - アクアセラピー ミナクア
    - 天然水 - 採水地は山梨県白州、富山県砺波、鳥取県大山、静岡県駿東郡の4か所。
    - アロマモーメント
    - モーニングサイクル
    - スムースボディ
- アクアボナ - ボトルドウォーター。2013年より仙台コカエリア限定で、2リットルPETおよび10リットルバッグインボックスを発売。2020年より沖縄でアクアバリューの後継製品としてレトルト充填の2リットルPETを発売。同年、CCBJエリアで環境に配慮した400mlボトル缶を発売。
  - やさしい軟水 - 2リットルPET、10リットルBIB
  - 軟水 - 400mlボトル缶
- ボナクア
  - フレーバードウォーター レモン（1992年）
  - フレーバーウォーター ドライレモン（1997年）
  - フレーバーウォーター スウィートアプリコット（1997年）
  - THE NATURE（2006年） - 天然水。採水地は鹿児島県屋久島。近畿圏限定で数量限定販売。
- エルムウォーター オロフレ山渓水 - 北海道コカ・コーラボトリング限定取扱。販売者は「北海道飲料」。
- ACCENT（アクセント） - レモンの香り付きミネラルウォーター。
- aroma works（アロマワークス）
  - Body Style Water（ボディスタイルウォーター） - 資生堂との共同開発。
- ラブボディ - 2010年2月より従来のブレンド茶から「じぶんケア飲料」として大幅刷新。
  - プロテインワークス - 2010年5月発売。必須アミノ酸BCAAを含有する牛乳由来のホエイプロテインを配合。さわやかなアップルテイスト。
  - ジンジャーワークス - 2010年2月発売。体の中からサポートするジンジャーエキスを配合。ジンジャー独特の香味にレモンフレーバーをプラス。
  - ローズヒップワークス - 2010年5月発売。ローズヒップポリフェノール含有エキス配合。酸味のきいたベリーフレーバー。
- WATER SALAD（ウォーターサラダ）
- FIBI（ファイビー） - 食物繊維飲料。
- the Wellness FROM Coca-Colaシリーズ
  - 颯爽 - 特定保健用食品。
  - 春のミント習慣 - 前年は単独ブランドだった。
  - 基礎体力
  - 美容
  - 効率Ca
  - 翌朝ぷるん
  - コエンザイムQ10
- Kefran - ケフィアエキス入りウェルネス飲料。
- MONE
  - はちみつレモン
  - はちみつ梅
  - うめドリンク - 北海道限定。ボトルはリアルゴールドと共通だった。
- ディズニー クマのプーさん
  - はちみつレモン・HOT専用はちみつレモン
  - はちみつアップル・すっきりはちみつアップル
  - はちみつピーチ
  - むぎ茶
  - のびのび やさい&フルーツ
- ディズニー ミッキーマウス
  - すくすくげんきオレンジ100・すくすくげんきアップル100
  - ビタミンウォーター
- 大豆ノススメ - 1000mlPETは大豆イソフラボン強化版（濃さ2倍）として発売。
- ココティーン
  - ラムショコラ
  - マイルドココア
  - プレミアムココア
  - ユーロプレミアムココア
  - 贅沢素材ココア
  - 贅沢ココア
  - 贅沢ミルクココア
  - 贅沢素材アイスココア
  - 贅沢アイスココア - 夏季限定。2016年よりジョージアブランドに移行。
- CocoDream ナタ・デ・ココ
- クワトロ
  - ビーフコンソメスープ - 近畿でのテスト販売。
  - コーンポタージュスープ
  - 甘酒 - 北海道・四国限定発売、冬季限定。
  - おしるこ - 冬季限定。
- ビストローネ
  - 坂井シェフのコーンポタージュ
  - ほくほくポテトとトロトロチーズのクリーミーポタージュ
  - コーンポタージュ
- ビストローネ セレクト - 冬季限定のスープブランド。2010年10月にリニューアルし、ラインナップを追加。
  - コーンポタージュ
  - トマトバジル
  - ポテト・アンド・チーズ
  - とろ〜りポカポカ コーンポタージュ
  - とろ〜りポカポカ ポテト＆チーズ
  - 食べるコーンポタージュ
- ゴーグッド
  - ゴクっ!と海老のビスク - 2019年・2020年に発売。
  - ゴクっ!とミネストローネ - 2019年・2020年に発売。デルモンテ監修[注 12]。
- おやつ研究会
  - パンプキンオレ
  - パンナコッタ
- オロオロ - 2010年6月発売のチルドカップ飲料ブランド。「Oishii LOHAS（おいしくってロハス）」からネーミングを取っており、容器も間伐材使用の紙製カップ「エコフラットカップ」を採用していた。関西（大阪・京都・兵庫・滋賀）の自動販売機限定販売だったが、2013年秋に発売終了。
  - ごちそうスムージー マンゴーバナナブレンド
  - ごちそうスムージー トリプルベリーブレンド
  - ごちそうジュース 濃い目の味わいオレンジ
  - クリーム入り まろやかカフェラテ
  - 炭焼き豆の薫り ほろにがカフェラテ
  - とろける味わい ベルギーチョコのショコララテ
  - 至福の味わい コクのあるティーラテ
  - 至福の味わい ぜいたく抹茶ラテ
- ベジータベータ - かつては全国発売されていた。2015年12月現在の時点ではミディペット（1000ml）のラインアップのみで、みちのくコカ・コーラプロダクツ秋田工場が唯一、製造を続けていた。みちのくコカ・コーラ（青森・秋田・岩手）のエリア、および北海道コカ・コーラの道内限定通販で販売されていたが、みちのくコカ・コーラ秋田工場の閉鎖にともないそのまま製造終了・販売終了となった。

### アルコール飲料（酒類）

#### 現行製品（酒類）
- 檸檬堂 - 缶チューハイ（リキュール（発泡性））。2018年5月に九州エリアで限定発売、2019年10月より沖縄を除く全国で販売[27]。2021年5月10日より沖縄で発売[28]。
  - 定番レモン（アルコール分5％）
  - 塩レモン（アルコール分7％）
  - はちみつレモン（アルコール分3％）
  - 鬼レモン（アルコール分9％）
  - カミソリレモン〈ドライ〉（アルコール分9％）
- ノメルズ - 缶チューハイ（リキュール（発泡性））。2021年6月発売（沖縄県を除く）。
  - オリジナル（アルコール分5％）
  - サワー！サワー！サワー！（アルコール分5％）
  - ビターサワー（アルコール分7％）
- トポチコ - 缶ハードセルツァー（スピリッツ）。2021年7月一部エリア限定発売。同年9月より関西エリア限定発売。
  - タンジーレモンライム（アルコール分5％）
  - パイナップルツイスト（アルコール分5％）
  - アサイーグレープ（アルコール分5％）
- ジャックダニエル&コカ・コーラ - 缶ハイボール（リキュール（発泡性））。「コカ･コーラ」とテネシーウイスキー「ジャックダニエル」（オールドNo.7）をミックスしたもの（アルコール分7％）。2023年4月発売。

## ラインナップの特長
日本の消費者は品質に厳しく多種多様な商品を好む傾向があることから、日本コカ・コーラ社製品はその需要に応えるため多彩なラインナップとなっている。2004年、今までにはなかった形状の1,000mlボトル（ミディペット）を販売、また2007年にはコンビニエンスストア専用として450mlのスリムペットボトル商品を開発。2009年2月には楽に持てる形状と軽量化を両立した新大型ペットボトル「ecoるボトル ラク持ち」を導入。特に「森の水だより」用は38gを実現した。さらに、2009年5月発売のミネラルウォーター「い・ろ・は・す」では、500mlペットボトルでは国内最軽量(当時)となる12gを実現した「ecoるボトル しぼる」を新たに開発した。
競争の激しい飲料業界だけに、短命で消えていった製品や、発売時は非常に人気があっても、その後終了してしまった製品も数多い。「メロー・イエロー（Mello Yello）」、「メロー・レッド」、「ハイシー（HI-C）」（オレンジ、アップル等の果汁飲料）、「HI-Cサンフィル」（HI-Cをより口当たりよくした製品でオレンジ、グレープ等）、「モネ」（はちみつレモン、はちみつ梅）、「タブクリア」など。発売範囲縮小となった商品もあり、「HI-C」シリーズは紙コップの自販機・飲食店向け200ml瓶のみ販売継続している。
「チェリー・コーク」などは、アメリカでの新発売を受け、日本でも1985年に製造・販売が開始されたが、日本人には受け容れ難い味であることが分かり、すぐに製造中止になった。本国では製造が続いている。2006年には500mlボトル缶で再発売された。
コカ・コーラC2は「世界にさきがけて日本で新発売」という触れ込みで、発売前より大掛かりなプロモーションが実施されたものの、通常のコカ・コーラとダイエット・コカ・コーラの中間というセグメントが受け入れられなかったためかこれも短命に終わってしまった（ただし、そのコンセプトは現在のコカ・コーラ ゼロに受け継がれている）。

### お茶とコーヒー
同社のお茶商品の歴史を振り返ると、1980年代半ばに産声を上げた「ジョージア烏龍茶」（190g缶）が第一歩である。その後、紅茶飲料にもマーケットを広げ、ジョージア名から「神葉（シンバ）」と言うブランド名に変更し、「茶流彩彩」へと続き、そこから、「日本のコンビニで取り扱っていない店がない」とまで言われるヒット商品「爽健美茶」が生まれた。コカ・コーラで若年層、ジョージアでサラリーマン層を取り込んだが、爽健美茶で最後の女性層や中・高年層を取り込んだ。
コーヒーについても、ジョージアは古くからのブランドだが、テイスト自体は1980年代後半までは、非常に甘い“コーヒー飲料”で現在も販売されている250mlのオリジナル缶と、当時は斬新であった190ml缶の「ブレンドコーヒー」のたった2種類と非常にシンプルであった。その後、様々なニーズに対応したテイストが発売されては販売終了を繰り返している。
2007年に入り、成熟しきった感の否めない状況となりつつある缶コーヒーとは対照的に、右肩上がりにあるチルドコーヒー部門にパティシオーレ（PATISSIOLLE）という新商品で参入した（製造はトモヱ乳業。また、森永乳業（カフェラッテ）、サントリー（スターバックス ディスカバリーズ）、伊藤園（タリーズ）等のライバルメーカーも相次いでチルドコーヒーのカテゴリーに参入）。2008年には、新たにジョージアブランドのチルドカップコーヒー「贅沢チルドカフェラテ」が関東エリアのコンビニエンスストアで導入されたが、いずれも短命に終わっている。2010年より、近畿エリアの一部地域限定で、自販機用チルドカップ製品「オロオロ」を販売。乳飲料規格でのコーヒー・紅茶・ココア・抹茶ラテや、果汁飲料など、飲料のジャンルをまたいだ製品展開を行なっている。

## 各年の販売展開

### 1962年
- 「コカ・コーラの唄」フォー・コインズ（コーラスグループ） - 初めてのテレビCM「コカコーラ買ってきた（地球）」編からストップモーション・アニメーションによる「人形」編、実写による花火編、海編、山（バイキング料理）編があり、1967年の加山雄三が出演したスキー編、音楽編、船編などもフォー・コインズがバックグラウンドコーラスを挿入している。

### 1964年
- コカ・コーラ 井上順 - 日本における初めてのコカ・コーラCMタレント。

### 1970年
- コカ・コーラ Big New Life 新コカ・コーラの唄「新世界」デューク・エイセス&シンガーズ・スリー、ピンキーとキラーズ、コークスキー編：ザ・ワンダース&シンガーズ・スリー

### 1971年
- コカ・コーラ「The Real Life」尾崎紀世彦、赤い鳥

### 1973年
- コカ・コーラ「うるおいの世界」朱里エイコ、布施明、広場編：森山良子、友達編・サイクリング編：かまやつひろし、街編（噴水編）・山小屋編：ビリー・バンバン

### 1975年
- コカ・コーラ グレン・キャンベル、ダイアナ・ロス、スタイリスティックス - 「カミング・ホーム」がイメージ・ソングとして使われ、キャンベルVersionは日本でのみシングルカットされてヒット。

### 1976年
- スプライト（1リットル瓶）山岡久乃

### 1977年
- コカ・コーラ（夏のキャンペーン）ピンク・レディー
- コカ・コーラ（1リットル瓶）京塚昌子

### 1979年
- コカ・コーラ（夏のキャンペーン）沢田研二

### 1981年
- リアルゴールド 立木義浩

### 1982年
- コカ・コーラ 矢沢永吉
- コカ・コーラ 三原順子
- コカ・コーラ 渡辺貞夫
- ファンタ 柏原芳恵
- リアルゴールド 藤岡弘

### 1983年
- コカ・コーラ 松山千春
- コカ・コーラ 早見優
- コカ・コーラ 倉本昌弘
- ファンタ 柏原芳恵
- コカ・コーラ BLACK CATS
- リアルゴールド 三浦友和

### 1985年
- コカ・コーラ BLACK CATS

### 1987年
- コカ・コーラ 松本孝美

### 1990年
- コカ・コーラ 加勢大周
- コカ・コーラ（ダンス篇）加藤幸子

### 1991年
- アクエリアス 皆川ユキ

### 1992年
- アクエリアス・ネオ かとうれいこ

### 1993年
- アクエリアス・ネオ 内田有紀
- アクエリアス・ネオ（イオシス）内田有紀

### 1994年
- コカ・コーラ ヴェルディ川崎の選手（但し、三浦知良はサントリーとの契約だったため出演できず）
- コカ・コーラ trf
- ジョージア（年忘れ）安田成美
- ジョージア（男の休暇）安田成美
- ジョージア 古手川祐子
- ジョージア 安田成美
- ジョージア 飯島直子
- ジョージア「エメラルドマウンテンブレンド」ダンカン
- アクエリアスネオ:アクエリアスイオシス（アジア大会）小林由美恵
- アクエリアスネオ（自転車）小林由美恵
- アクエリアスイオシス（ローラースケート）小林由美恵
- アクエリアス・ネオ（自転車）小林由美恵
- スプライト 宝生舞
- レッシュ（講義）髙田万由子
- レッシュ 高田万由子

### 1995年
- 紅茶花伝「ロイヤルミルクティー」山崎直子
- ジョージア（やすらぎパーカープレゼント）飯島直子
- 茶流彩彩「爽健美茶」こずえ
- コカ・コーラ （夏男・夏女）鷲野由美
- ジョージア「エメラルドマウンテンブレンド」（「あっちぃよねぇ」）飯島直子
- ジョージア「エメラルドマウンテンブレンド」飯島直子
- コカ・コーラ 星野真理
- コカ・コーラライト シェリー
- 清流茶房「爽健美茶」山田こずえ
- ジョージア（ブランコ）安田成美
- ジョージア（ジャングルジム）飯島直子
- ジョージア（正月）安田成美

### 1996年
- ジョージア（今年もお疲れ）飯島直子
- ジョージア（がんばってコート[まだまだあたる]）飯島直子
- ジョージア「テイスティ」（背中）飯島直子
- デイリーケア「シュプラ」稲森いずみ
- ジョージア「がんばってコートプレゼント」（「あなたにも」）飯島直子
- ジョージア「エメラルドマウンテンブレンド」（浴衣）飯島直子
- ジョージア「アイス・カフェ・オ・レ」（浴衣）飯島直子
- ジョージア「アイス・カフェ・オ・レ」飯島直子
- 茶流彩彩「爽健美茶」（川）本上まなみ
- 紅茶花伝「アイスピーチティー」青山恭子
- アクエリアス「救助隊/バスケットコート」井上晴美
- アクエリアス（陸上競技場）井上晴美
  - CMソングは橋幸夫が担当。
- スプライトクール CHARA
- ジョージア「エメラルドマウンテンブレンド」（ドライブ）鈴木京香
- ジョージア「エメラルドマウンテンブレンド」（モグラたたき）飯島直子
- アクエリアス（救急隊）井上晴美
- 茶流彩彩「爽健美茶」（「気持ちいい旅」プレゼント）本上まなみ
- ジョージア（はー）鈴木京香
- 茶流彩彩「爽健美茶」本上まなみ
- ジョージア（がっつーん）飯島直子
- ジョージア（いい人）鈴木京香

### 1997年
- 茶流彩彩「爽健美茶」（紅葉）未希
- ジョージア「長野オリンピック聖火リレー応援プレゼント」飯島直子
- スプライトクール（ポリシー）山田まりや
- パーフェクトウォーター（川）SHINYA
- 茶流彩彩「爽健美茶」未希
- コカ・コーラライト（電話）りょう
- デイリーケア「ラクティア」（バルコニー）佐伯日菜子
- 茶流彩彩「りらく茶」堀川早苗
- パーフェクトウォーター SHINYA
- デイリーケア「じょうずに野菜」小林麻子・古川りか
- コカ・コーラライト（軽い気分）りょう
- 爽健美（「私のお気に入りリュック」プレゼント）本上まなみ
- ジョージア「オリジナル」（ぬけてくる）飯島直子
- スプライトクール（共感できないよね）山田まりや
- 紅茶花伝「ロイヤルミルクティー」（証明写真）山田麻衣子
- 茶流彩々「爽健美茶」（マント）本上まなみ
- ジョージア（ホットスタート）飯島直子

### 1998年
- 茶流彩彩「爽健美茶」小雪
- ジョージア「シティーロースト」飯島直子
- ジョージア「らくちんシートプレゼント」（まだまだ当たる）飯島直子・上原さくら
- ジョージア「らくちんシートプレゼント」（あたります）飯島直子・上原さくら
- ジョージア（楽にね）飯島直子
- ジョージア（胸はって）上原さくら
- コカ・コーラライト（ドライブインシアター）りょう
- セラ 雛形あきこ
- 爽健美茶（川）未希
- コカ・コーラライト（髪を切る）りょう
- ジョージア（おいーっす）飯島直子
- デイリーケア「じょうずに野菜」（一日分の）古川りか・小林麻子
- コカ・コーラライト（気分のダイエット）りょう
- 茶流彩彩「爽健美茶」（木の上）未希
- デイリーケア「じょうずに野菜」（建築現場）古川りか・小林麻子
- コカ・コーラライト（観覧車）りょう
- ジョージア「スノー族グッズプレゼント」飯島直子

### 1999年
- コカ・コーラ（「ココロが踊りだす」キャンペーン）畦地令子、山口あゆみ、谷原章介、中本奈奈、佐藤江梨子、横山優貴、藤田遼、高以亜希子、岡あゆみ
  - CMソングとして「ときめきのリズム」川村結花、ウルフルズ、藤井フミヤを起用。
- ジョージア「ヤル気充電大作戦」優香・飯島直子
- 紅茶花伝（じわっとおいしい）田辺あゆみ
- TOUCH THE globe LIVE 2000! KEIKO
- ジョージア「オリジナル」（車の方がかわいい）飯島直子
- ジョージア（潤ってますか?）優香
- コカ・コーラ 500ml（ヒップボトル）KEIKO
- ファンタ クリアピーチ 中山エミリ
- ミニッツメイド（モグラ）石田未来
- リーフス 反町隆史
- キュン（保母さん）奥貫薫・（園児の父）塩谷庄吾
- ジョージア（暑中お見舞）飯島直子
- キュン（衛生兵）山口あゆみ・矢沢心
- 茶流彩彩「爽健美茶」（もう夕御飯だ）山口智子
- ジョージア「オリジナル」（車の方がかわいい）飯島直子
- 茶流彩彩「爽健美茶」（馬）小雪
- 爽健美茶「ナチュラルブリーズコンサート」剣持たまき
- なごみ 米豆麦茶 FLIP FLAP
- ファンタ クリアピーチ 中山エミリ
- ジョージア（人の肩まで）飯島直子
- なごみ 緑茶（春はあけぼの）FLIP FLAP
- ジョージア「ツインハーモニー」飯島直子
- 茶流彩彩「爽健美茶」（谷川）小雪
- ファンタ グレープ 中山エミリ
- ファンタ オレンジ 中山エミリ
- ジョージア「ツインハーモニー」飯島直子
- アクエリアス 上村愛子
- なごみ（いろり茶）FLIP FLAP
- ジョージア（手紙）飯島直子
- ジョージア（愛想笑い）上原さくら
- ジョージア（手紙）飯島直子
- リアルゴールド 竹中直人

### 2000年
- ジョージア「2000年の福袋プレゼント」優香・飯島直子
- ジョージア「ステータスブラック」（リスク）飯島直子
- ジョージア「ヤル気充電大作戦」（満タン）優香・飯島直子・若宮未来・宮本耀子
- ミニッツメイド（モグラ・太陽の恵みちゃん）石田未来
- 森の水だより（美少年編）ウエンツ瑛士
- Leafs 反町隆史

### 2001年
- コカ・コーラ（No Reason! キャンペーン）桑田佳祐
  - CMソングとして「波乗りジョニー」「白い恋人達」を起用。
- ジョージア「明日があるさ」吉本興業所属芸人（ダウンタウンほか）+仲間由紀恵
  - CMソングとしてウルフルズの「明日があるさ」〈坂本九のカバー曲〉が起用された。また、CM出演メンバーによるユニットRe:Japanがこの曲でデビュー。この年のNHK紅白歌合戦にも出場した。
- まろ茶 井川遥

### 2002年
- コカ・コーラ（No Reason! キャンペーン）桑田佳祐
  - CMソングとして「可愛いミーナ」「ROCK AND ROLL HERO」「影法師」を起用。（同年末終了）
- まろ茶 井川遥・伊藤英明
  - CMソングとして桑田佳祐作詞曲の原由子「花咲く旅路」が起用。（楽曲自体は1991年発表のもの）
- 茶宝 上戸彩

### 2003年
- コカ・コーラ（No Reason! キャンペーン）東山紀之・堂本光一・井ノ原快彦・嵐・岡田准一・山下智久
  - CMソングとしてKinKi Kidsの「永遠のBLOODS」、嵐の「ハダシの未来」が起用された。
- ジョージア（ジョージアラッパーズ）佐藤江梨子・米倉涼子・矢田亜希子（以上、社員）・石橋蓮司（課長）
- The Tea for Dining 伊東美咲

### 2004年
- コカ・コーラC2「中田のマイ・コーク」中田英寿
- コカ・コーラC2「それぞれのマイ・コーク」渡瀬広子
- コカ・コーラC2「よくばり」井上訓子・里中あや・片山怜雄
  - CMソングとしてエアロスミスを起用。
- ジョージア 藤原紀香・加藤あい・佐藤江梨子・西村雅彦
- FRESS（フレス）奥田恵梨華
- TADAS（タダス）杏さゆり

### 2005年
- コカ・コーラ（つながる瞬間にコカ・コーラ）BENNIE K
- ダイエットコカ・コーラ 「私はゼロで行く 篇」真山景子
- ファンタ 「そうだったらいいのにな ヤギ篇」篠原孝文・土屋有里恵
- アクエリアス アクティブダイエット 水野美紀
- 爽健美茶「Power My Beauty」矢井田瞳
- 爽健美茶 橘実里 ※ドラマ「27歳の夏休み」にて90秒バージョンとして1度だけ流された。
- 大豆ノススメ 柳葉敏郎・児玉清
- ジョージア（We are GEORGIAN）竹中直人・丸山和也・野茂英雄
- ジョージア（歌ジャケ）ソン・イェジン・須藤元気

### 2006年
- コカ・コーラ「正月のバトン 篇」木南晴夏
- コカ・コーラ（Coke, Please! キャンペーン）横山剣（クレイジーケンバンド）→明石家さんま→KREVA+I.B.B
  - 初期のCMソング「スカッとさわやか」の歌がニューアレンジで復活。
- ダイエットコカ・コーラ「空港」「チアリーダー」（Coke, Please! キャンペーン）倖田來未
- ファンタ「そうだったらいいのにな デザイナー篇」藤澤ひかり
- アクエリアス（2006キャンペーン）井口資仁
- アクエリアス 中田英寿
- アクエリアス アクティブダイエット 篠原涼子
- アクエリアス フリースタイル 佐藤隆太・岡田義徳（CMソング：レミオロメン）
- ジョージア（ココロに夢とジョージアを。）島田紳助
  - 漫才ブーム当時の、松本竜助との漫才の映像を挿入。CM放映後に竜助が逝去。
- ジョージア（G1チャレンジ）磯山さやか
- ジョージア 渡哲也・木村拓哉
- ジョージアGABA 安倍なつみ
- 紅茶花伝 椎名桔平、田波涼子
- 爽健美茶「Power My Beauty」矢井田瞳、キム・テヒ、荒川静香、栗山千明
  - CMソングは矢井田瞳の「Go My Way」。
- 爽健美茶「2つの元気プレゼント（キャンペーン）」徳澤直子、伽奈、JOSI
- 一（はじめ）「茶園へ行こう」緒形拳（CMソングは小田和正を起用）
- 一（はじめ）「茶園に行こう 登場篇」河本麻希
- からだ巡茶 広末涼子
- 大豆ノススメ 柳葉敏郎・浅田真央
- モーニングデリ（朝からチュー編）榮倉奈々
- ミニッツメイド「Orange clock編」向井理（男性） 桂亜沙美（女性）

### 2007年
- アクアセラピーミナクア 高橋マリ子
- アクエリアス 松坂大輔
- アクエリアス ビタミンガード 相武紗季
- アクエリアス アクティブダイエット 橋本優子
- コカ・コーラ 「ハピネスチョイス：からかわれてる?告白されてる? 篇」芳賀優里亜
- ジョージア 渡哲也 しずちゃん（南海キャンディーズ）・中山美穂
- ジョージア（麻雀編）舘ひろし・萩本欽一・ウルトラセブン・中村靖日
- 綾鷹 真田広之
- ノーカロリーコカ・コーラ リア・ディゾン
- コカ・コーラ ゼロ YONJI
- 紅茶花伝ロイヤルミルクティー hiroko
- ミニッツメイド「リンゴと私 篇」仲川希良 「ワタシ咲く 篇」石坂友里・寺本純菜

### 2008年
- コカ・コーラ ゼロ「ガードル編」照英、小手伸也
- ノーカロリーコカ・コーラ「ギャラリー編」サラ・ジェシカ・パーカー
- ジョージア「ゴルフ練習場篇」パンツェッタ・ジローラモ、舘ひろし、萩本欽一
- 紅茶花伝ロイヤルミルクティー 美輪明宏
- 一 茶花「ヨロイ編」木村祐一、吉本菜穂子
- アクアセラピーミナクア「妊婦編」桃生亜希子、「涙編」KIKI
- ミニッツメイド「出勤編」菊井亜希
- アクエリアス「ボディ・トーク編」冨田洋之「成長対決編」福原愛
- アクエリアス ビタミンガード「ビタミントレーナー編」ジャスミン Jasmine 茉莉花、チャド・イアン・マレーン（ジパング上陸作戦）

### 2009年
- コカ・コーラ ゼロ「ワイルドトレーニング編」安室奈美恵
- ジョージア「家族編」「仲間編」明石家さんま、「ようこそジョージアへ」片瀬那奈・小出恵介
- ファンタ 朝青龍
- アクエリアスゼロ 浅尾美和
- い・ろ・は・す 阿部寛
- 爽健美茶「竹野内豊編」竹野内豊、「福原美穂編」福原美穂、「杏編」杏
- コカ・コーラ「みんなの食卓にコカ・コーラを編」馬場良馬

### 2010年
- ファンタ FANTA（曙太郎、高見沢俊彦、マーティー・フリードマン、綾小路翔、谷村奈南）
- 爽健美茶 「気づき」篇（宮崎あおい）

### 2011年
- 爽健美茶 武井咲

### 2012年
- シュウェップス ピアース・ブロスナン

### 2013年
- 爽健美茶 綾瀬はるか

### 2014年
- ジョージア 山田孝之・佐野ひなこ

### 2015年
- コカ・コーラ ゼロ 中居正広
- コカ・コーラ ソングボトル編 田辺桃子
- 日本の烏龍茶 つむぎ 三谷幸喜
- スプライト 佐藤栞里・長谷川眞優
- シュウェップス 菜々緒
- Toreta! 染谷将太

### 2016年
- コカ・コーラ スタンプボトル編 きゃりーぱみゅぱみゅ
- 日本の烏龍茶 つむぎ 綾瀬はるか
- 爽健美茶 土屋太鳳
- ファンタ 菅田将暉
- ヨーグルスタンド 上野樹里
- スプライト AAA

### 2017年
- コカ・コーラ 綾瀬はるか、満島真之介[30]
- 綾鷹 吉岡里帆

### 2018年
- ジョージア 山田孝之、染谷将太、山本美月
- からだすこやか茶W 指原莉乃
- リアルゴールド 若林正恭（オードリー）
- からだ巡茶 泉里香
- い・ろ・は・す 萬波ユカ
- カナダドライ ザ・タンサン 竹内涼真
- 綾鷹 特選茶 佐藤浩市

### 2019年
- ジョージア 山田孝之、染谷将太、山本美月、広瀬アリス、麻生久美子
- い・ろ・は・す 土屋太鳳、渡辺直美
- リアルゴールド 泉里香
- Qoo TWICE
- コカ・コーラ 綾瀬はるか、菅田将暉、池田エライザ
- ファンタ 乃木坂46
- コカ・コーラ ゼロ 菅田将暉
- 綾鷹 野村萬斎
- 爽健美茶 榮倉奈々
- アクエリアス 大谷翔平
- スプライト 橋本環奈
- 紅茶花伝 伊藤健太郎
- 檸檬堂 阿部寛、岩井堂聖子
- チームコカ・コーラ HIKAKIN、はじめしゃちょー、Fischer's、東海オンエア、水溜りボンド、アバンティーズ
- リアルゴールド ドラゴンブースト トータス松本
- コカ・コーラ Little Glee Monster

### 2020年
- ジョージア 山田孝之、広瀬アリス
- からだすこやか茶W 指原莉乃、大久保佳代子
- ファンタプレミア 永山瑛太、松田龍平
- ジョージア ラテニスタ 小松菜奈
- 爽健美茶・爽健美茶 健康素材の麦茶 蒼井優
- コカ・コーラ ゼロシュガー・からだ巡茶 モイスティア 綾瀬はるか
- Coke ON 池田エライザ

### 2021年
- ジョージア 山田孝之、広瀬アリス、チャンカワイ
- 綾鷹カフェ 吉岡里帆
- コカ・コーラ・ファンタ NiziU
- ファンタプレミア 前野朋哉、石橋遼太（四千頭身）
- 紅茶花伝・やかんの麦茶 小芝風花
- 綾鷹 吉岡里帆、阿部寛、指原莉乃
- ジョージア ジャパンクラフトマン・爽健美茶 広瀬アリス

### 2022年
- コカ・コーラ ロザリーナ
- 綾鷹 吉岡里帆、阿部サダヲ
- コスタコーヒー 米倉涼子
- やかんの麦茶 小芝風花、かまいたち
- 檸檬堂 阿部寛、ケンドーコバヤシ
- ICY SPARK 磯村勇斗
- ファンタ プレミアレモン - 阿部寛
- アクエリアス/アクエリアス ゼロカロリー - 広瀬アリス、生瀬勝久
- リアルゴールドX/Y - YOSHIKI

### 2023年
- 綾鷹カフェ 急須コーヒー - 吉岡里帆、芝大輔（モグライダー）

## 提供番組

### 現在
スポンサー表示・読みは以前は片仮名で「コカ・コーラ ボトラーズ」としていたが、現在は単に「コカコーラ」だけで表現（テロップ表記もコカコーラの筆記体ロゴを使用）している。断りがない限り30秒提供。
なお、現在全てのCMには必ず「Yes!リサイクル No!ポイ捨て」の文言が入っている。

#### 日本テレビ系
現在なし

#### TBS系
- 水曜日のダウンタウン

#### フジテレビ系
- めざましテレビ（隔日スポンサー）
- FNSの日
- 鬼滅の刃（「綾鷹」名義。）

#### テレビ朝日系
- 熱闘甲子園（一社提供。）
- 日本全国ごちそう散歩（「綾鷹」名義。一社提供。）

#### テレビ東京系
- 有吉ぃぃeeeee!そうだ!今からお前んチでゲームしない?

#### その他
- 森田一義アワー 笑っていいとも!（東海テレビ前半ローカル部分。複数提供の一社）
- めざましテレビ（富山テレビ）
- ネプリーグ（石川テレビ）
- 日経スペシャル ガイアの夜明け（三重テレビ）
- サンデージャポン（毎日放送）
- 開運!なんでも鑑定団（テレビ大阪）
- 真相報道 バンキシャ!（西日本放送）
- 進め!スポーツ元気丸（広島テレビ）
- YOUは何しに日本へ?（テレビ新広島。2016年度 - 2018年9月）
- ひろしま満点ママ!!（テレビ新広島。2018年10月 - ）
- 夢空間スポーツ（福岡放送）
- かぼすタイム（大分放送）
- 週刊山崎くん（熊本放送）
- てれビタ（くまもと県民テレビ。毎週月曜18時台）
- ハイスクール天国（テレビ熊本）

### 過去の提供番組

#### 日本テレビ系
- 世界へとび出せ ニューエレキサウンド（1965年10月 - 1966年3月、一社提供）
- 金曜劇場
- 天才・たけしの元気が出るテレビ!!
- 新装開店!SHOW by ショーバイ2（1995年10月 - 1996年9月）
- 速報!歌の大辞テン
- ミンナのテレビ
- ウッチャンナンチャンのウリナリ!!
- どっちの料理ショー
- 踊る!さんま御殿!!（2010年4月 - 9月、「土曜ドラマ」から移動）
- 人生が変わる1分間の深イイ話（2010年4月 - 9月、「土曜ドラマ」から移動）
- 知ってるつもり?!
- 行列のできる法律相談所
- ズームイン!!SUPER
- トップテンシリーズ（NTV紅白歌のベストテン → ザ・トップテン → 歌のトップテン）[注 14]
- カックラキン大放送!! → カックラキン決定版!
- 1億人の大質問!?笑ってコラえて!
- 土曜グランド劇場 → 土曜ドラマ（1997年10月 - 2010年3月）
- 日曜ドラマ
- ダウンタウンDX（読売テレビ）（ - 2009年9月、2011年4月 - 2016年9月）
- news every
- 金曜ロードSHOW!
- ZIP!（金曜のみ）
- 嵐にしやがれ
- しゃべくり007

#### TBS系
- 森繁対談・日曜日のお客様（1982年4月 - 9月、毎日放送・オフィス・ヘンミ制作）
- 月曜ロードショー
- 火曜8時枠の連続ドラマ（第3期）
- 愛の劇場（ヒッチハイク）
- テレビの王様
- 金曜テレビの星!
- 金曜ドラマ（アサヒビールから引き継いだ）
- リンカーン（2009年4月 - 2012年3月）
- 関口宏の東京フレンドパークII
- 学校へ行こう! → 学校へ行こう!MAX
- 筋肉番付
- 爆笑問題のバク天!
- ジャングルTV 〜タモリの法則〜
- THEぶっちぎりTV（2012年4月 - 6月）
- 火曜ドラマ（2019年4月 - 2020年3月）[注 15]
- マツコの知らない世界

#### フジテレビ系
- 加山雄三アワー（1966年10月 - 12月、一社提供）
- スター芸能大会 → 対抗・スターかくし芸（1967年1月 - 1968年9月、一社提供、1968年5月より改題）
- スターとデイト合戦 → 売込みハート作戦（1968年10月 - 1969年3月、一社提供、1969年1月より改題&内容変更）
- ザ・ヒットパレード（1969年4月 - 9月、一社提供）
- 親子を合わせるベシ!（1970年4月 - 9月、一社提供）
- フジテレビ月曜9時ドラマ
- 冒険チュートリアル（関西テレビ、関西ローカル、前半のみ提供）
- なんてったって好奇心（1987年4月 - 9月）
- 金曜ファミリーランド
- 火曜ワイドスペシャル
- サザエさん（1998年11月 - 2010年3月）
- クイズ$ミリオネア
- サタ☆スマ
- 脳内エステ IQサプリ
- 情報ライブ EZ!TV（関西テレビと共同制作）
- クイズ!ヘキサゴンII（2007年10月 - 2008年9月、2009年4月 - 2010年9月）
- 爆笑レッドシアター
- ザ・ベストハウス123
- カスペ!（後半ナショナルスポンサー。2010年1月 - 9月、2011年1月 - 3月、2012年4月 - 2015年3月）
- はねるのトびら（2010年4月 - 2011年9月）
- 黄金ボキャブラ天国 → 家族そろってボキャブラ天国（提供クレジットは「ジョージア」）
- 水曜劇場
- トリビアの泉 〜素晴らしきムダ知識〜
- HEY!HEY!HEY! MUSIC CHAMP（ - 2010年9月、2012年4月 - 6月）
- ジェネレーション天国（2013年4月 - 6月）
- 痛快TV スカッとジャパン（2015年4月 - 6月、9月 - 2016年3月）
- ピカルの定理（2011年4月 - 2013年9月。2011年5月14日よりコラボレーションCM開始。土曜23時時代は120秒。）
- ホンマでっか!?TV（2011年10月 - 2015年9月、2017年4月 - 9月）
- とんねるずのみなさんのおかげでした（ - 2009年9月、2010年10月 - 2018年3月）
- めちゃ×2イケてるッ!（2009年10月 - 2018年3月、同業のサントリー、かつてはキリンビバレッジもスポンサー）
- 土曜プレミアム（後枠はKIRIN、アサヒビールに移行）
- ジャンクSPORTS（現在は積水ハウスに移行）
- めざましどようび

#### テレビ朝日系
- 水曜スペシャル − 新·水曜スペシャル放送終了(1987年9月)まで
- 水曜スーパーテレビ→水曜特バン
- ウッチャンナンチャンの炎のチャレンジャー これができたら100万円!! - 筆頭。
- 人気者でいこう!（ABC制作、60秒）
- わらいのじかん
- Oh!どや顔サミット（2012年4月 - 6月）
- MUSIC STATION
- 地獄先生ぬ〜べ〜
- SLAM DUNK（1995年4月 - 9月）
- 雨上がり決死隊のトーク番組アメトーーク!（本編30秒+ヒッチハイク60秒の計90秒。2012年3月までは30秒だった。）
- 中居正広の怪しい噂の集まる図書館
- 陸海空 地球征服するなんて
- ロンドンハーツ[注 16]

#### テレビ東京系
- スキヤキ!!ロンドンブーツ大作戦
- たけしの誰でもピカソ

#### その他
- サウンズ・ウィズ・コーク（一社提供。JRN系列ラジオ。企画ネット番組とTBSラジオ製作による基幹局共通ネット番組の2本立て）
- STUDIO C2 SQUARE（一社提供　JRN系列ラジオ。企画ネット番組）
- 清水圭のガッコーの人気者（一社提供　JRN系列ラジオ）
- Coke Teens Club（一社提供。NRN系列ラジオ。「サウンズ・ウィズ・コーク」よりキー局移動、企画ネット番組）
- ゆく年くる年 （一社提供。全民放ラジオ）
- くず哲也の日曜はダメよ（一社提供。NRN系列ラジオ）
- 昌幸・みゆきのチャレンジリクエスト（一社提供。NRN系列ラジオ。『日曜はダメよ』直後の日曜11:00放送だが、『日曜はダメよ』がコカ・コーラのみ宣伝したのに対し、「スプライト」のみを宣伝した）
- ミッチ・アキラの底抜け日曜拳銃（一社提供。NRN系列ラジオ。『チャレンジリクエスト』の次番組で、『チャレンジリクエスト』同様「スプライト」のみ宣伝）
- "ほっと"インフォメーション（一社提供。JRN系列ラジオ、提供クレジットは「ジョージア」）
- IJP イジュウインパーク（一社提供。提供クレジットTOKYO MX。提供クレジットは「Coca-Cola Park」）
- たかじん胸いっぱい（関西テレビ）
- 田舎に泊まろう!（三重テレビ）
- Pluspo → ドラHOTプラス（東海テレビ、提供クレジットは「ジョージア」）
- 5時SATマガジン（中京テレビ、提供クレジットは「中京コカ・コーラ」）
- ドォーモ（九州朝日放送）

## 協賛

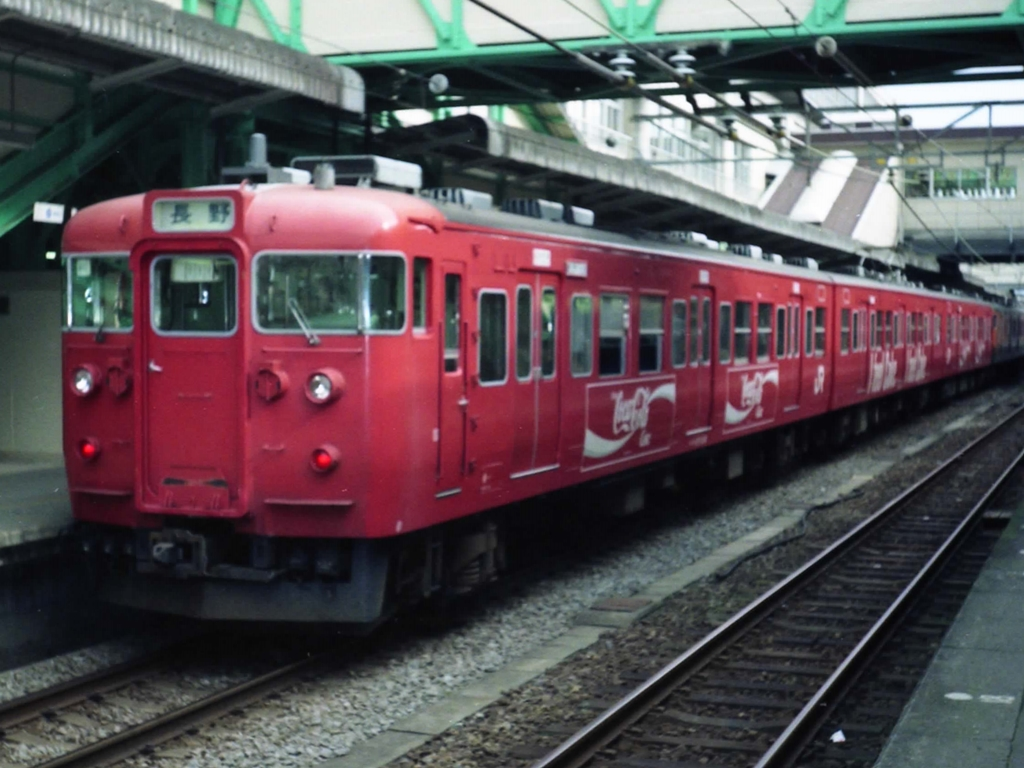
通称「コカ・コーラ電車」（1990年頃のラッピング車両）

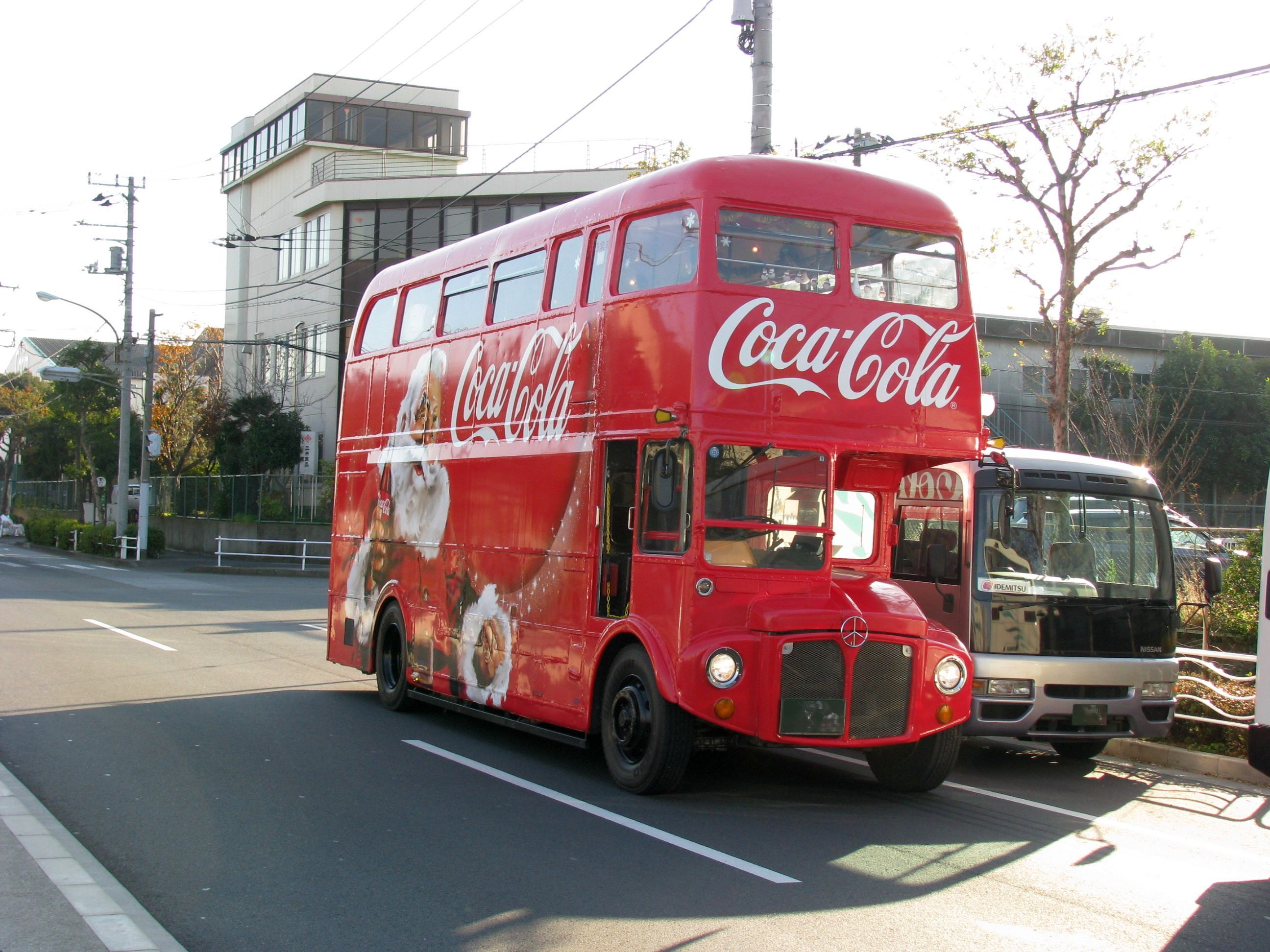
ラッピングバス

- 鈴鹿8時間耐久ロードレース（鈴鹿8耐）（1984年より冠スポンサー）
- 全国高等学校総合体育大会（1993年より2013年まで協賛。正式協賛社としては第1号）
- 全国高等学校サッカー選手権大会（1992-2014年度）
- 全国高等学校バレーボール選抜優勝大会→全日本バレーボール高等学校選手権大会（通称春高バレー）
- JFA 全日本U-12サッカー選手権大会（第1回より協賛）
- コカ・コーラ東海クラシック（男子プロゴルフトーナメント）
毎年10月第1週に東海テレビ放送及び東海ラジオ放送の共催により愛知県・三好カントリー倶楽部西コースで開催されている。2001年から2013年まで大会主催の一社に加わっていた。なお2001年から2003年までは「ジョージア東海クラシック」として行われていた。
- Jリーグ（トップパートナー）
Jリーグが国の公益法人制度改革に基づく新しい「公益法人」に移行したこともあり、各ボトラー企業は担当エリア内の加盟クラブを平等に支援する方式に移行した。特定クラブ支援となるのは担当エリア内のJリーグ加盟クラブが1つしかない場合に限られる。日本コカ・コーラとしての協賛は2016年で終了。
  - 月間MVP (日本プロサッカーリーグ)（2013年より新設したJリーグの公式賞）
- さわやかサッカー教室→アクエリアスサッカー・クリニック（日本サッカー協会共催　講師・セルジオ越後）
- 日本野球機構（NPBパートナー、ジョージアブランドにて協賛）
  - 「ジョージア魂」賞（2010年より新設したNPBの準公式賞）
- 日本オリンピック委員会
- 国民体育大会（開催地のボトリング会社が協賛）
- コカ・コーラレッドスパークス（ジャパンラグビートップリーグ　福岡市の旧日米飲料→北九州コカ・コーラ→コカ・コーラウエストジャパンのラグビー部を母体。2021年（当時・トップチャレンジリーグ）のリーグ戦終了後撤退・休部）
- コカ・コーラレッドスパークス (ホッケー)（ホッケー日本リーグ　広島市の旧山陽コカ・コーラ→コカ・コーラウエストジャパンの女子ホッケー部を母体）
- シーシェパード（月刊ソトコト2010年5月号に出した爽健美茶の広告に、『シー・シェパード代表、ポール・ワトソンもソトコトを読んで日本の環境問題を勉強中。』と代表の写真を掲載。）
- イマジニア スーパーファミコン『ドラッキーの草やきう』（ユニフォーム広告提供）
- 東京ディズニーリゾート（オフィシャルスポンサー） - 以下の施設のスポンサー以外にも、両パークの各レストランにおけるドリンクの提供も行なっている（一部麒麟麦酒提供のレストランもあり）。
  - 東京ディズニーランド（スペース・マウンテン、リフレッシュメントコーナー、トゥモローランド・テラス）
  - 東京ディズニーシー（海底2万マイル、ケープコッド・クックオフ）

## 出来事
- 1971年（昭和46年）7月17日 - 日本コカ・コーラと日本コカ・コーラボトラーズ協会は、500mlサイズのホームサイズ瓶製品の製造を中止して回収を行った。これはホームサイズ瓶の破裂して負傷する事例が相次ぎ社会問題化したためで、年当初から製造中止を発表するまでの間だけでも大阪府で26件、京都府、兵庫県で5-6件の被害が報告されていた。なお、同年上半期の販売量は、レギュラーサイズ瓶で約9億本、ホームサイズ瓶で約4億本であった[31]。